# Santa Maria d'Esposolla
Santa Maria d'Esposolla és l'església antigament parroquial del poble d'Esposolla, de la comuna de Font-rabiosa, a la comarca del Capcir, de la Catalunya del Nord.
Està situada a la zona sud-est del nucli de població d'Esposolla, a prop del cementiri, que queda més apartat encara, al sud-est.